# لینک ۱۶

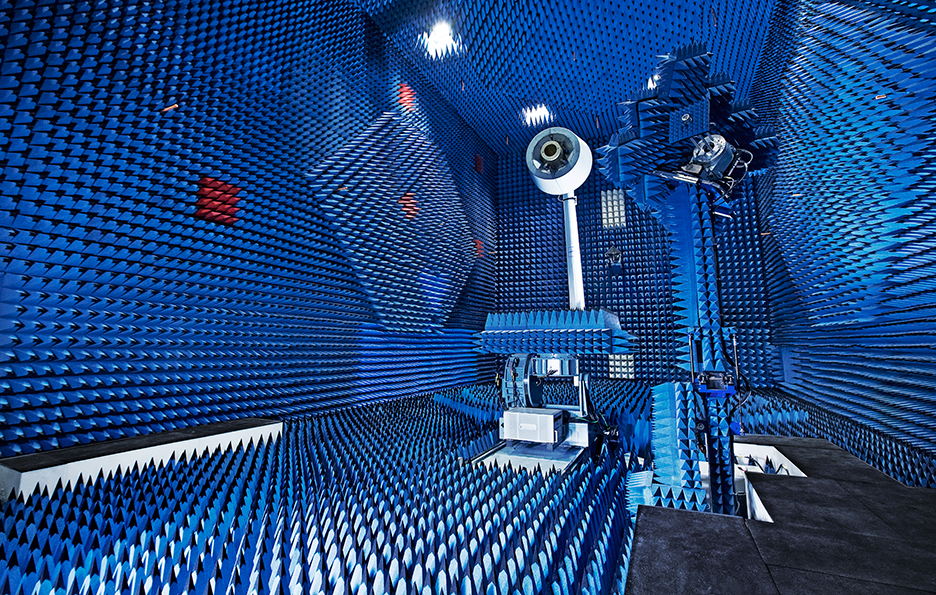
نمایی از آنتن لینک ۱۶ که در یک محفظهٔ آنکوئیک آزمایش می‌شود. (این آنتن دریایی با تجهیزات برد فشرده در محفظه تخصصی آنتن در مرکز جدید سنسورهای سطحی و سیستم‌های رزمی در Naval Surface Warfare آزمایش می‌گردد.) - ۲۰۱۰

لینک ۱۶ (انگلیسی: Link 16) یک شبکه اتصال داده تاکتیکی نظامی است که توسط ناتو مورد استفاده قرار می‌گیرد. با استفاده از این سامانه، هواپیماهای نظامی، کشتی‌ها و نیروهای زمینی می‌توانند به صورت آنی، تصاویر تاکتیکی را به اشتراک بگذارند. این سامانه می‌تواند متن، تصویر یا صوت را منتقل کند.